# Renan Bressan
Renan Bardini Bressan, mais conhecido como Renan Bressan (Tubarão, 3 de novembro de 1988), é um futebolista brasileiro naturalizado bielorrusso que atuava como meio-campista.

## Carreira
Renan Bressan iniciou sua carreira no Tubarão de Santa Catarina, aonde começou nas categorias de base e atuou no time principal de 2005 a 2006.
Renan teve grande destaque no início da carreira e chegou a realizar testes no Corinthians, mas ficou apenas 15 dias e não continuou no clube. Após ser visualizado em partidas amistosas por um empresário do mundo do futebol, Renan foi convidado a desbravar o futebol europeu. O seu destino ainda não era certo, chegou a se especular que atuaria no futebol turco ou polonês, até que chegou à Bielorrússia. De início a intenção era de atuar no FC Vitebsk, mas acabou mesmo indo no mês de abril para o FC Gomel, onde permaneceu até o fim de 2009.
Em 28 de janeiro de 2010, assinou com o BATE Borisov, sendo o primeiro brasileiro a atuar pelo clube. Bressan marcou 15 gols durante sua primeira temporada com o BATE, se tornando o artilheiro da Vysshaya Liga na temporada de 2010. Ele também foi selecionado como o melhor meio-campista do ano no campeonato.
Ainda pelo BATE Borisov, disputou a Liga Europa de 2010–11, a Liga dos Campeões de 2011–12 e a Liga dos Campeões de 2012–13.
Em 2013–14, atuou pelo Alania, da Rússia.
Em julho de 2014, rescinde com o FK Astana e é contratado pelo Rio Ave.
Em janeiro de 2017 foi oficializado pelo GD Chaves, da Primeira Liga Portuguesa.
Em junho de 2021, foi anunciado como reforço do CRB.

## Seleção Bielorrussa
Bressan também tem cidadania bielorrussa, e é ápto para jogar pela seleção do país. Fez sua estreia pela Seleção Bielorrussa de Futebol no dia 29 de fevereiro de 2012, em um amistoso contra a Moldávia no Estádio Mardan, em Aksu, que terminou em 0 a 0.
Em julho do ano seguinte, após apenas duas partidas pela Bielorrússia, foi convocado para a disputa das Olimpíadas de Londres, e ficou sabendo também que enfrentaria pela primeira vez a Seleção Brasileira, já que as duas seleções estiveram no mesmo grupo da competição. Bressan fez o único gol da Bielorrússia, de cabeça, na derrota para o Brasil por 3x1. A respeito do jogo, ele não demonstrou estar com muito receio de enfrentar uma das grandes seleções do futebol mundial:
| “ | Quando a bola rolar, eu vou para ganhar pela Bielorrússia. Quero mostrar meu futebol para o mundo e para o Brasil também. | ” |

### Gols pela Seleção
| #  | Data                  | Estádio                      | Adversário | Gol | Placar | Competição                                  |
| -- | --------------------- | ---------------------------- | ---------- | --- | ------ | ------------------------------------------- |
| 1. | 15 de agosto de 2012  | Estádio Republicano, Yerevan | Armênia    | 1–0 | 1–2    | Amistoso                                    |
| 2. | 15 de agosto de 2012  | Estádio Republicano, Yerevan | Armênia    | 2–0 | 1–2    | Amistoso                                    |
| 3. | 16 de outubro de 2012 | Estádio Dínamo, Minsk        | Geórgia    | 1–0 | 2–0    | Eliminatórias da Copa do Mundo FIFA de 2014 |

## Títulos
FC BATE
- Campeonato Bielorrusso: 2010, 2011, 2012
- Copa da Bielorrússia: 2010

## Artilharia
- Campeonato Bielorrusso: 2010 (15 gols)
- Campeonato Bielorrusso: 2011 (13 gols)